# 광소왕
광소왕(光昭王, 생몰년 미상)은 후한 말의 인물로 관심의 부왕, 관의의 조부, 관우의 증조부이다.
성은 관씨(關氏)로 휘는 실전되어 전해지지 않으며 생전의 행적 또한 전해지지 않는다. 1725년 청나라의 옹정제가 관우의 증조부로써 그를 광소공(光昭公)으로 추존했다. 1855년 함풍제가 관우를 추존하는 과정에서 3대조를 왕으로 추존해 광소왕(光昭王)이 되었다.

## 가족
- 부친: 관씨(關氏, 불명)
- 모후: 불명
- 아들: 유창왕(裕昌王)
- 손자: 성충왕(成忠王)
- 증손자: 관성대제(關聖大帝)